# USS Crowninshield (DD-134)
USS Crowninshield (DD–134) (в составе КВМС Великобритании и Канады — HMS/HMCS Chelsea (I35), в составе Северного флота ВМС СССР — «Дерзкий» 015) — американский эскадренный миноносец типа «Викс», состоявший на вооружении в годы Второй мировой войны. Назван в честь Бенджамина Уильямса Кроуниншильда, секретаря ВМС США.

## История службы
Заложен 5 ноября 1918 на стапелях верфи «Bath Iron Works» в Бате (Мэн). Спущен 24 июля 1919, освящён Эмили Кроуниншильд Дэвис, праправнучкой Бенджамина Кроуниншильда. Принят в состав ВМС США 6 августа 1919, первым командиром назначен лейтенант-командир Р.Э.Сэмпсон. Введён в состав Атлантического флота ВМС США Нёс службу около Атлантического побережья и в Карибском бассейне.
В 1921 году участвовал в крупных военных учениях флота ВМС США в зоне Панамского канала и у побережья Кубы. В ходе учений корабль посетил секретарь флота Джозеф Дэниэлс, который отправился с Кей-Уэста на базу Гуантанамо. С 14 ноября 1921 по 7 июля 1922 на «Кроуниншильде» находилось около половины экипажа. 12 мая 1930 корабль прошёл переаттестацию.
После переаттестации «Кроуниншильд» прибыл в Сан-Диего 4 апреля 1931, откуда направился на учения близ Гавайских островов и в водах Карибского бассейна: на этих учениях отрабатывались взаимодействия различных отрядов ВМС США при поддержке авиации, а также проводились учения по охране конвоев в порты Канады и Аляски. С 15 июля по 17 декабря 1934 корабль находился в резерве, с 30 декабря по 2 ноября 1935 находился в Сан-Диего в ожидании личного президентского визита. Участвовал в открытии моста Окланд-Бэй-Бридж в ноябре 1936 года, 8 апреля 1937 был выведен из состава флота.
Вернулся «Кроуниншильд» в состав флота 30 сентября 1939, отправившись 25 ноября с острова Мэйр на базу Гуантанамо 10 декабря для дальнейшего патрулирования в Карибском бассейне и Мексиканском заливе. 9 сентября 1940 в Новой Шотландии, Галифаксе корабль был передан КВМС Великобритании в рамках действовавшей программы поставки кораблей силам Антигитлеровской коалиции. Корабль получил имя в КВМС Великобритании HMS Chelsea (I35).
28 сентября 1940 новый эсминец прибыл на базу в Девонпорт. В составе 6-й эскортной группы из Ливерпуля корабль отправился в Атлантику для охраны конвоев, борьбы с подлодками и авианалётами. 6 апреля 1941 на эсминец были приняты 29 человек экипажа торгового судна «Ольга С.», которое затонуло после авианалёта. Для охраны конвоев с судна убрали три 102-мм орудия и один торпедный аппарат, чтобы облегчить массу корабля и установить бомбомёт класса «Хеджехог».
«Челси» 5 февраля 1942 встретился с кораблём «Арбутус» для сопровождения при борьбе с немецкой подлодкой. Через два часа корабль «Арбутус» был торпедирован немецкой субмариной, «Челси» немедленно открыл огонь по всплывшему U-боту. Три сброса глубинных бомб не смогли уничтожить субмарину, и экипажу «Челси» пришлось принимать выживших с корабля.
В ноябре 1942 корабль был передан КВМС Канады, сопровождая до конца 1943 года через Северную и Центральную Атлантику конвои. 26 декабря 1943 корабль прибыл в Дерри, в начале 1944 года вошёл в резерв близ Тайна. 16 июля 1944, вместе с ещё семью однотипными эсминцами, был передан СССР в качестве временной замены итальянских кораблей в счёт репараций с Италии. Эсминец вошёл в состав советского Северного флота и получил имя «Дерзкий». Советский экипаж даже унаследовал британские каски от старого экипажа. 
При перехода в составе конвоя JW-59 из Великобритании в Мурманск неоднократно обнаруживал и атаковал глубинными бомбами немецкие подводные лодки, по результатам ему засчитано потопление утром 22 августа 1944 года  U-344 (более вероятно её потопление британскими силами охранения). 
После окончания войны и доставки в СССР итальянских кораблей, 23 июня 1949 корабль вернулся в состав КВМС Великобритании, после чего был разобран на металл.